# Catalyst Science Discovery Centre
Catalyst Science Discovery Centre è un museo della scienza incentrato sulla chimica e la storia dell'industria chimica nel Regno Unito. Fu fondato nel 1989 in un sito che in precedenza ospitava un'industria chimica. È situato sulla Spike Island, nella cittadina di Widnes, nella contea Cheshire, sulla sponda nord del fiume Mersey. 

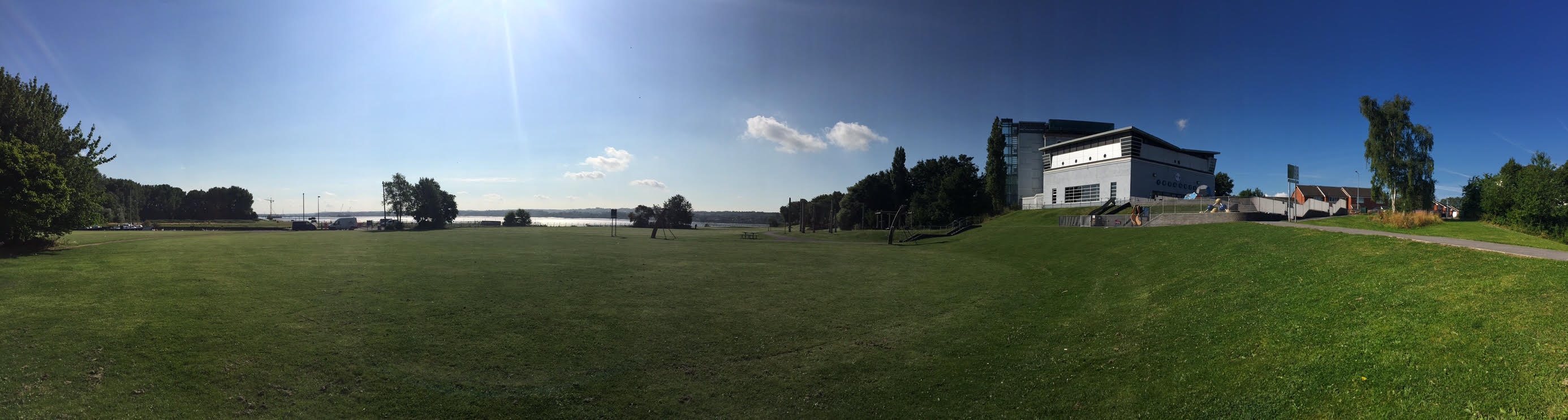
Catalyst Science Discovery Centre

## Storia
Il museo fu inizialmente inaugurato come "Museo dell'Industria Chimica" (The Museum of the Chemical Industry) nel 1989. Sebbene ci siano altri musei esclusivamente dedicati alla chimica si dice che Catalysts sia il primo museo dedicato all'industria chimica al mondo.
Catalysts ebbe inizio come progetto di ricerca nel 1982 nel quale si cercava di raccogliere materiale sufficiente e un luogo per erigere un museo dedicato alla storia dell'industria chimica. Inizialmente si organizzò una esposizione temporanea nel municipoi di Widnes ma nel 1986 questo spazio non era più disponibile e Catalyst fu trasferito dove si trova ancora oggi.

## Edificio
L'edificio di quattro piani che ospita il museo è noto come Tower Building e fu costruito attorno al 1860 dal chimico inglese John Hutchinson come centro amministrativo per la sua industria chimica. In seguito divenne il centro operativo della industria di saponi Gossage, la quale era all'epoca la più grande del suo genere al mondo e gestiva la metà delle esportazioni britanniche di saponi.

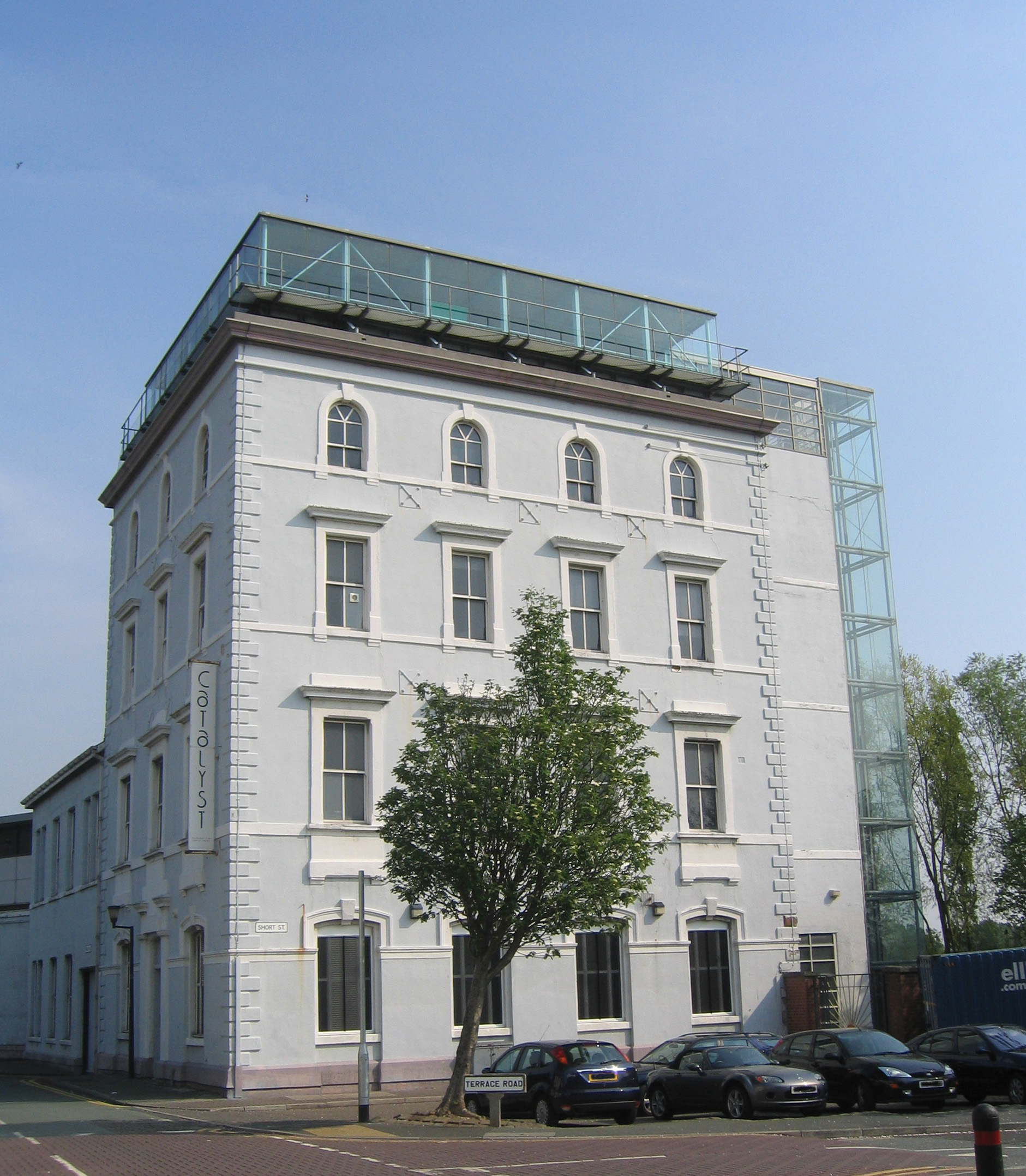
Tower Building

Quando diventò museo nel 1989 l'edificio fu modificato con l'aggiunta di un ascensore di vetro e di un osservatorio con tetto in vetro all'ultimo piano, progettati da Lord Austin-Smith. Nel 1994–95 una estensione fu aggiunta sul lato nord per la sistemazione del centro visitatori e altre aule educative.
Il museo attrae 30.000 circa visitatori all'anno, di cui il 25% sono classi di studenti. Catalyst è accreditato come Quality Assured Visitor Attraction e ha vinto diversi premi, tra cui il prestigioso premio Gulbenkian.

## Gallerie espositive e collezione
Catalysts contiene sia esposizioni museali classiche che molte postazioni multimediali, il tutto focalizzato sulla chimica. All'interno del museo si trova un teatro per dimostrazioni ed eventi (Alchemical theatre), dove è possibile effettuare presentazioni in 3D ed effettuare votazioni interattive durante gli eventi. 
La collezione fu avviata nel 1982 con l'istituzione del progetto per l'Halton Chemical Industry Museum. Nelle collezioni si trovano molti documenti ed oggetti che ricostruiscono la storia dell'industria chimica, comprese immagini e l'intero archivio di ricerca delle Imperial Chemical Industries.